# Myotis midastactus
Myotis midastactus — вид роду Нічниця (Myotis). Повний опис виду опублікували у виданні Journal of Mammalogy доктор Рікардо Морателлі і доктор Дон Вілсон. Свій опис доктор Морателлі зробив на основі опублікованого раніше документу про відмінність кажанів Болівії від інших кажанів Південної Америки. Команда детально проаналізувала 27 експонатів, які зберігаються в музеях США та Бразилії, щоб підтвердити існування нового виду. Вчений поки що не знайшов живого екземпляра нового виду. Однак він каже про важливість музейних експонатів як ресурсу для вивчення природи.

## Середовище проживання, екологія
Живе у болівійській савані. Харчується дрібними комахами, а протягом дня спить в дуплах дерев, під солом'яними дахами чи в ямках у землі.

## Зовнішність
Основною його характеристикою є золотисто-жовте, дуже коротке і пухнасте хутро.